# 多布羅扎諾韋
46°32′18″N 30°20′5″E / 46.53833°N 30.33472°E
多布羅扎諾韋（烏克蘭語：Доброжанове）是位於烏克蘭西南部的村莊，由敖德萨州敖德萨区的維霍達市鎮負責管轄。該村始建於1916年，面積0.16平方公里，海拔高度50米，2001年人口62，人口密度每平方公里387.5人。